# Список керівників держав 640 року
Список керівників держав 639 року — 640 рік — Список керівників держав 641 року — Список керівників держав за роками

## Європа
- Арморика — король Саломон II (612–658)
- Британські острови:
  - Англія:
    - Вессекс — король Кінегільс (611–643)
    - Думнонія — король Петрок ап Клемен (633–658)
    - Ессекс — король Сігеберт I (623–653)
    - Кент — король Ерконберт (640–664)
    - Мерсія — король Пенда (626–655)
    - Нортумбрія — король Освальд Святий (634–642)
    - Південний Регед — король Тегід ап Гвайд (613–654)
    - Східна Англія — король Анна (636–654)

  - Уельс:
    - Бріхейніог — король Ріваллон ап Ідваллон (620–650)
    - Гвінед — король Кадавайл ап Кінведу (634–655)
    - Дівед — король Ноуі Старий (615–650)
    - Королівство Повіс — король Ейлудд ап Кінан (613–642)

  - Шотландія:
    - Дал Ріада — король Домналл мак Ехдах (629–642)
    - Королівство піктів — король Бруде II (635–641)
    - Стратклайд (Альт Клуіт) — король Белі ап Нехтон (621–640), його змінив син король Еугейн ап Белі (640–645)
- Велика Булгарія — хан Кубрат (632–665)
- Вестготське королівство — король Тульґа (639–642)
- Візантійська імперія — імператор Іраклій (610–641)
  - Африканський екзархат — екзарх Григорій (610–647)
  - Равеннський екзархат — екзарх Ісаак (625–643)
- Думнонія — Петрок ап Клемен (633—658)
- Ірландія — верховний король Домналл мак Аед (628–642)
  - Айлех — король Крандмаель мак Суібне (636–660)
  - Коннахт — король Рагаллах (622–649)
  - Ленстер — король Крундмаел (640–656)
  - Манстер — король Куан мак Амальгадо (640–656)
  - Улад — король Дунчад мак Фіачнай (637–644)
- Королівство лангобардів — король Ротарій (636–652)
  - Герцогство Беневентське— герцог Арехіз I (591–641)
  - Герцогство Сполетське — герцог Теоделап (602–650)
  - Герцогство Фріульське — герцог Гразульф (617–651)
- Само — князь Само (623–658)
- Святий Престол — папа римський Северин (640), через 4 місяці після його смерті папою став Іван IV (640–642)
- Франкське королівство:
  - Австразія:
    - король Сігіберт III (639–656)
    - мажордом Піпін Ланденський (623–629), (639–640), його змінив мажордом Оттон (640–642/643)

  - Баварія — герцог Теодон I (630 — бл. 680)
  - Герцогство Васконія — герцог Амандо (638–660)
  - Нейстрія:
    - король Хлодвіг II (639–657)
    - мажордом Ега (639–641)

  - Тюрингія — герцог Радульф (631 — бл. 642)
- Фризія — король Альдгісл (600-?)
- Швеція — конунг Анунд (620 — бл. 640), його змінив син конунг Інгьяльд Підступний (бл. 640—650)

## Азія
- Абазгія — князь Барук (бл. 610 — бл. 640), його змінив князь Дмитрій I (бл. 640 — бл. 660)
- Диньяваді (династія Сур'я) — раджа Сур'я Тхета (618–640), його змінив син раджа Сур'я Вімала (640–648)
- Західно-тюркський каганат — каган Ірбіс-каган (639—640), його змінив каган Ірбіс-Ишбара-Джагбу хан (640–641), але в частині держави правив каган Юкук Ірбіс-Дулу хан (639–653)
- Індія:
  - Бадамі— Західні Чалук'я — махараджахіраджа Пулакешин II (609–642)
  - Венгі— Східні Чалук'я — раджа Кубджа Вішнувардхана I Чалук'я (624–641)
  - Західні Ганги — магараджа Шрівікрама (629–654)
  - Камарупа — цар Бхаскарварман (600–650)
  - Кашмір — махараджа Дурлабхавардхана (бл. 625 — бл. 661)
  - Маітрака — магараджа Дхарасена III (бл. 626 — бл. 640), його змінив махараджа Друвасена II (бл. 640 — бл. 644)
  - Династія Паллавів  — махараджахіраджа Нарасімха-варман I (630–668)
  - Держава Пандья — раджа Сезіян Сендан (620–640), його змінив раджа Янтаварман (640–670)
  - Раджарата — раджа Аггабодхі III (623, 624–640), його змінив раджа Датопа Тісса I (640–652)
  - Хагда — раджа Хагдодіяма (626–640), його змінив раджа Ятахагда (640–658)
  - Імперія Харша — магараджа Харша (606–646)
- Картлі — ерісмтавар Стефаноз II (637–650)
- Кахетія — князь Стефаноз I (637–650)
- Китай:
  - Династія Тан — імператор Тайцзун (Лі Шімінь) (626–649)
  - Тогон — Муюн Нохебо (635–663)
- Корея:
  - Когурьо — тхеван (король) Йонню (618–642)
  - Пекче — король Му (600–641)
  - Сілла — йован Сондок (632–647)
- Паган — король Попа Сорахан (613–640), його змінив король Шве Онтхі (640–652)
- Персія:
  - Держава Сасанідів — шахіншах Єздігерд III (631–651)
- Правовірний халіфат — правовірний халіф Умар ібн аль-Хаттаб (634–644)
- Тарума (острів Ява) — цар Лінггаварман (628–650)
- Тао-Кларджеті — князь Гурам II (619–678)
- Тибет — цемпо Сронцангамбо (617–650)
- Чампа — князь Канхарпадхарма (629 — бл. 640), його змінив князь Бхасадкарма (бл. 640 — бл. 645)
- Ченла — раджа Бхававарман II (628–657)
- Японія — імператор Дзьомей (629–641)

## Африка
- Аксумське царство — негус Армах (614 — бл. 640)
- Африканський екзархат Візантійської імперії — Григорій (629/631—647)
- Праведний халіфат — Умар ібн аль-Хаттаб (634—644)

## Північна Америка
- Цивілізація Майя:
  - Бонампак — божественний цар Ах-Ольналь (605–610, 611 — бл. 643)
  - Дос-Пілас — цар Баахлах-Чан-К'авііль (643–692)
  - Канульське царство — священний владика Йукно'м Ч'еен II (636–686)
  - Караколь — цар К'ан II (618–658)
  - Копан — цар К'ак'-Уті-Віц'-К'авіль (628–695)
  - Паленке — цар К'ініч Ханааб Пакаль I (615–683)
  - Тоніна — цар К'ініч Гікс Хапат (595–665)
  - Яшчилан — божественний цар Яшун-Балам III (628–681)